# Cynanchum decaryi
Cynanchum decaryi är en oleanderväxtart som beskrevs av Choux. Cynanchum decaryi ingår i släktet Cynanchum och familjen oleanderväxter. Inga underarter finns listade i Catalogue of Life.